# Święto Narodowe w Liechtensteinie
Święto Narodowe w Liechtensteinie (niem. Staatsfeiertag) – święto państwowe w Liechtensteinie, obchodzone 15 sierpnia. 

## Geneza
Przed wprowadzeniem oficjalnego święta odbywały się uroczystości upamiętniające różne wydarzenia z historii Księstwa, takie jak: zakup majątku Schellenberg przez Liechtensteinów, zakup hrabstwa Vaduz przez Liechtensteinów, powstanie hrabstwa Vaduz, uzyskanie niezależności od Związku Niemieckiego, wyniesienie Księstwa do rangi księstwa cesarskiego, wejście w życie Konstytucji, czy założenie Landtagu. Ponadto duże znaczenie w budowie tożsamości Liechtensteińczyków były uroczystości związane z panującymi Książętami, takie jak urodziny Księcia, rocznica koronacji Księcia, czy w późniejszym okresie również imieniny władcy. Uroczystości związane z urodzinami monarchy odbywały się już w XVIII wieku.
Święto zostało ustanowione w 1940 roku na dzień 15 sierpnia (Wniebowzięcie NMP), czyli dzień przed urodzinami księcia Franciszka Józefa II. Wniebowzięcie NMP i urodziny księcia były wówczas jednymi z najważniejszych dni w roku. Do śmierci Franciszka święto miało charakter obchodów kolejnych urodzin monarchy, jednak gdy książę umarł w 1989 roku, Landtag podtrzymał dzień 15 sierpnia jako święto narodowe, którego celem jest podnoszenie tożsamości narodowej Liechtensteinczyków.

## Obchody[2]
Obchodom Święta Narodowego towarzyszą różne zwyczaje i tradycje. Najważniejsze z nich to:
- wywieszanie flag państwowych na budynkach państwowych i prywatnych;
- śpiewanie hymnu państwowego;
- pokaz sztucznych ogni na zamku Vaduz;
- wywieszanie dewizy państwowej na zamku;
- patriotyczne przemówienia;
- palenie ognisk, tzw. Höhenfeuer.